# Phoenicagrion flammeum
Phoenicagrion flammeum är en trollsländeart som först beskrevs av Selys 1876.  Phoenicagrion flammeum ingår i släktet Phoenicagrion och familjen dammflicksländor. Inga underarter finns listade i Catalogue of Life.